# Stenalcidia curvifera
Stenalcidia curvifera är en fjärilsart som beskrevs av Paul Dognin 1906. Stenalcidia curvifera ingår i släktet Stenalcidia och familjen mätare. Inga underarter finns listade i Catalogue of Life.